# Jacquemontia erecta
Jacquemontia erecta är en vindeväxtart som beskrevs av Jacques Denys Denis Choisy. Jacquemontia erecta ingår i släktet Jacquemontia och familjen vindeväxter. Inga underarter finns listade i Catalogue of Life.